# 太陽系外縁天体
太陽系外縁天体（たいようけいがいえんてんたい、英: trans-Neptunian objects, TNO）とは、海王星よりも遠い平均距離で太陽の周りを公転する天体の総称である。エッジワース・カイパーベルトやオールトの雲に属する天体、かつて惑星とされていた冥王星もこれに含まれる。太陽系についての話題であることが自明な場合には、単に外縁天体とも呼ばれている。
| 恒星（太陽）               |                                   |                                  |                                   |                                   |                |                |                |
| 太陽の 周りを 回る 天体    | 惑星                              | 惑星                             | 地球型惑星                        | 地球型惑星                        |                |                |                |
| 太陽の 周りを 回る 天体    | 惑星                              | 惑星                             | 木星型惑星                        |                                   |                |                |                |
| 太陽の 周りを 回る 天体    | 惑星                              | 惑星                             | 天王星型惑星                      |                                   |                |                |                |
| 太陽の 周りを 回る 天体    | 準惑星                            |                                  |                                   |                                   |                |                |                |
| 太陽の 周りを 回る 天体    | 小惑星帯にあるもの （ケレスのみ） |                                  |                                   |                                   |                |                |                |
| 太陽の 周りを 回る 天体    | 冥王星型天体                      |                                  |                                   |                                   |                |                |                |
| 太陽の 周りを 回る 天体    | 太陽系 小天体                     | 太陽系 小天体                    | 冥王星型天体以外の 太陽系外縁天体 | 冥王星型天体以外の 太陽系外縁天体 |                |                |                |
| 太陽の 周りを 回る 天体    | 太陽系 小天体                     | 太陽系 小天体                    | 小惑星                            |                                   |                |                |                |
| 太陽の 周りを 回る 天体    | 太陽系 小天体                     | 太陽系 小天体                    | 彗星                              |                                   |                |                |                |
| 太陽の 周りを 回る 天体    | 太陽系 小天体                     | 太陽系 小天体                    | 惑星間塵                          |                                   |                |                |                |
| 太陽の 周りを 回る 天体    | 太陽以外の 天体の周りを 回る天体  | 太陽以外の 天体の周りを 回る天体 | 衛星（未定義）                    | 衛星（未定義）                    | 衛星（未定義） | 衛星（未定義） | 衛星（未定義） |
| ■Portal ■Project ■Template |                                   |                                  |                                   |                                   |                |                |                |

## 概要
| 太陽系外縁天体                                         | 太陽系外縁天体         |
| ------------------------------------------------------ | ---------------------- |
| エッジワース ・カイパー ベルト （海王星との 軌道共鳴） | (3:4)                  |
| エッジワース ・カイパー ベルト （海王星との 軌道共鳴） | 冥王星族 (2:3)         |
| エッジワース ・カイパー ベルト （海王星との 軌道共鳴） | (3:5)                  |
| エッジワース ・カイパー ベルト （海王星との 軌道共鳴） | キュビワノ族 ( - )     |
| エッジワース ・カイパー ベルト （海王星との 軌道共鳴） | (1:2)                  |
| 散乱円盤天体                                           |                        |
| オールトの雲                                           |                        |
| 類似天体                                               | ケンタウルス族         |
| 類似天体                                               | 海王星のトロヤ群       |
| 類似天体                                               | 彗星（遷移天体）       |
| 関連項目                                               | 準惑星（冥王星型天体） |
| 関連項目                                               | 太陽系小天体           |
| ■Portal ■Project ■Template                             |                        |

典型的には、太陽系外縁天体はさらにエッジワース・カイパーベルト天体のうち古典的カイパーベルト天体と共鳴外縁天体、散乱円盤天体、最も遠い部類であるセドノイドを含む分離天体に分類される。2018年10月の時点で、太陽系小天体のリストには小惑星番号が与えられた外縁天体は528個、与えられていないものは2000個以上が登録されている。
初めて発見された太陽系外縁天体は、1930年に発見された冥王星である。2番目に発見された外縁天体はアルビオンであり、これは1992年の発見であった（命名は2018年）。発見されている太陽系外縁天体で最も重いのは準惑星のエリスであり、その後冥王星、ハウメア、マケマケ、(225088) 2007 OR10 と続く。外縁天体の周囲には合わせて80個以上の衛星が発見されている。外縁天体の色は多様であり、灰青色 (BB) のものも非常に赤い (RR) ものもある。これらの天体は、岩石やアモルファス炭素と、水やメタンなどの揮発性物質の氷の混合物からなり、ソリンやその他の有機物で覆われていると考えられている。
軌道長半径が 150 au より大きく、近日点距離が 30 au より大きい天体は12個が知られており、このような天体は Extreme trans-Neptunian object (ETNO) と呼ばれる。
日本語での呼称としては、日本学術会議は2007年4月9日の対外報告で太陽系外縁天体もしくは外縁天体という呼称を推奨している。その他には、英語の "trans-Neptunian object" の直訳に相当する海王星以遠天体や、トランスネプチューニアン天体などの呼称がある。なお広い意味での太陽系外縁天体には、海王星とほぼ同じ軌道を公転する小天体である海王星のトロヤ群や、木星と海王星の間の軌道を持つケンタウルス族を含む場合がある。ただしこれらの2つの集団は、英語では "cis-Neptunian object" (海王星以内天体) として "trans-Neptunian object" とは区別されている。

## 歴史

### 冥王星の発見

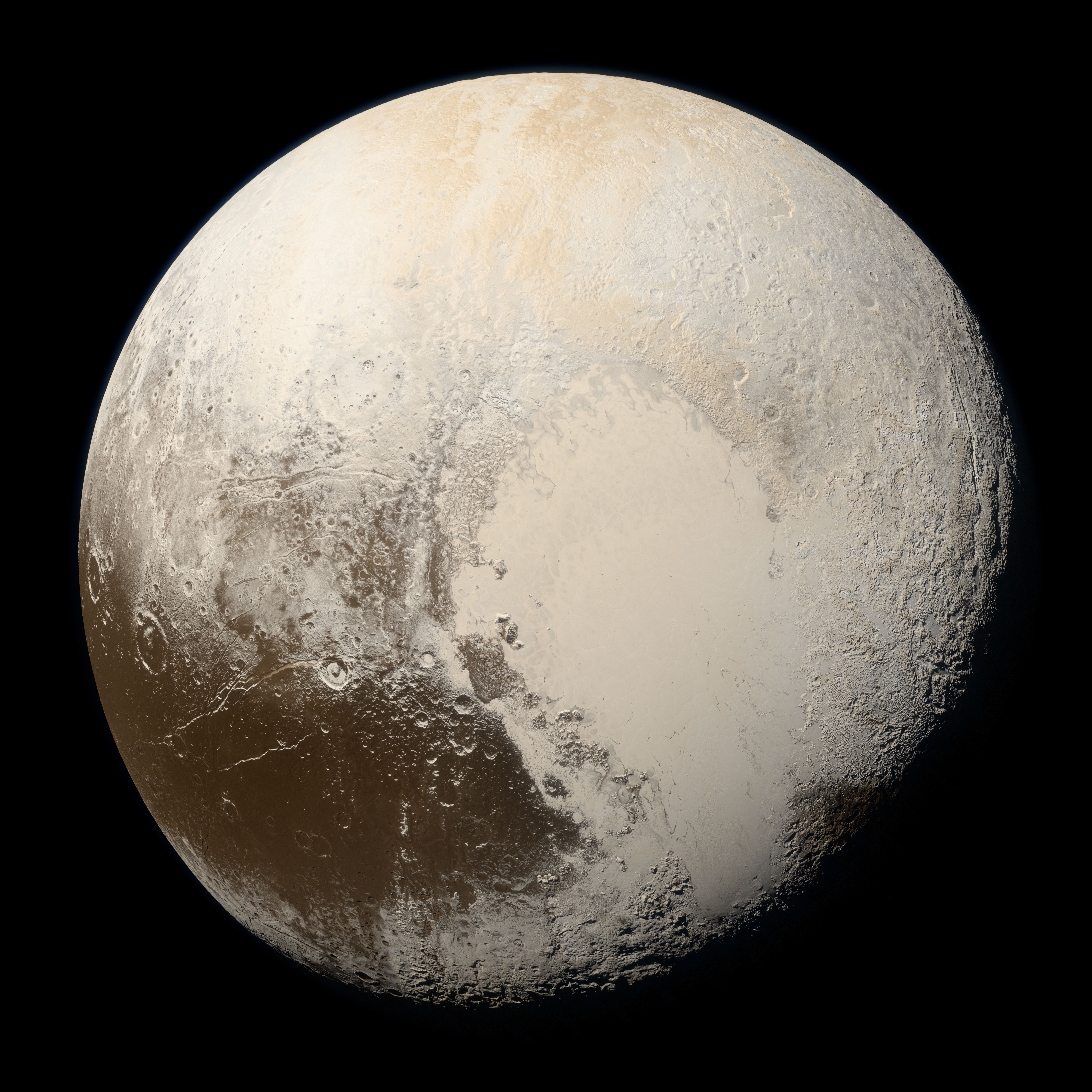
ニュー・ホライズンズが撮影した冥王星

個々の惑星の軌道は、他の惑星からの重力によってわずかに影響を受ける。1900年代初期の天王星と海王星の軌道の観測値と予測値の食い違いから、海王星以遠を公転する惑星が1つ以上存在することが示唆された。そのような天体を探索する過程で1930年2月に冥王星が発見されたが、その質量は軌道のずれを説明するには小さすぎるものであったため、なお探査は続けられた。しかし1989年のボイジャー2号のフライバイの際の観測から海王星の質量が見直され、そもそも軌道のずれが存在するという当初の予測が疑わしいことが示された。冥王星は既知の太陽系外縁天体の中で最も見かけの等級が明るいものであったため、最も発見しやすい天体であった。また他の大きな外縁天体と比べて黄道に対して小さい傾斜角を持っている。

### その後の発見
冥王星の発見後、アメリカの天文学者クライド・トンボーは数年間にわたって冥王星と同様の天体の捜索を続けたが、そのような天体は発見されなかった。2006年8月までは惑星とみなされていた冥王星が海王星以遠でのただ一つの主要な天体であると長い間にわたって信じられていたため、しばらくの間はその他の外縁天体の捜索は行われなかった。2番目の外縁天体アルビオンが1992年に発見されてから初めて、外縁天体のさらなる系統的な捜索が行われた。空の黄道周辺の広い範囲が撮影され、天球上をゆっくりと移動する天体の有無のデジタル的な評価が行われた。その結果、直径が50から2500キロメートルの外縁天体が数百個発見された。最も重い外縁天体であるエリスは2005年に発見され、この発見は大きな太陽系外縁天体の分類や、冥王星のような天体を惑星とみなすべきかどうかについての科学界における長期にわたる論争を呼び起こすこととなった。その後冥王星とエリスは国際天文学連合によって準惑星と分類された。
2018年12月には、「ファーアウト」とニックネームが付けられた天体 2018 VG18 の発見が公表された。この天体は発見された時点では太陽から 120 au と観測された中で最も遠方に存在する太陽系の天体であり、1000年以上の時間をかけて軌道を一周すると考えられる。

## 分類

太陽系外縁天体の分布

太陽系内天体の分類を示したオイラー図。

太陽からの距離と軌道要素に基づき、太陽系外縁天体はエッジワース・カイパーベルト天体と散乱円盤天体という2つの大きなグループに分類される。右の図は既知の太陽系外縁天体の分布を最大で 70 au まで示したものであり、惑星の軌道との関係や、参考としてケンタウルス族天体も合わせて描かれている。異なる分類の天体は異なる色で表示されている。共鳴外縁天体 (海王星のトロヤ群天体も含む) は赤、古典的カイパーベルト天体は青である。散乱円盤天体は図の範囲を遥かに超えて右の方まで広がっており、知られている天体としては平均距離が 500 au を超えるもの (セドナ) や、遠日点が 1000 au を超えるもの ((87269) 2000 OO67) がある。

### エッジワース・カイパーベルト天体
エッジワース・カイパーベルトは太陽からの平均距離が 30-55 au の天体を含み、多くは円軌道に近く、黄道からの傾斜角が小さい軌道を持つ。エッジワース・カイパーベルト天体はさらに、海王星との軌道共鳴に固定されている共鳴外縁天体と、「キュビワノ族」とも呼ばれる古典的カイパーベルト天体に分類できる。後者は海王星との軌道共鳴に捕獲されておらず、海王星の摂動を受けずほぼ円軌道で公転している。共鳴外縁天体には多くの下位分類があり、主要なものとして海王星との 1:2 共鳴に入っているトゥーティノ族と 2:3 共鳴に入っている冥王星族がある。キュビワノ族に属する天体には、アルビオンやクワオアー、マケマケなどがある。

### 散乱円盤天体

セドナの軌道はカイパーベルト (30-50 au) を遥かに超え、1000 au 付近にまで達する。

散乱円盤天体は、太陽からさらに遠く、非常に軌道離心率が大きく傾いた軌道を持つ天体が属する分類である。これらの天体の軌道は海王星との軌道共鳴に入っておらず、他の惑星の軌道とも交差しない。散乱円盤天体の典型例は、外縁天体で最も重いエリスである。海王星に対するティスラン・パラメータ (TN) に基づいて、散乱円盤天体はさらに2つに分類できる。TN が3未満の「典型的な」散乱円盤天体と、3よりも大きい分離天体である。さらに、分離天体は時間平均した軌道離心率が0.2を超える。セドノイドは分離天体の中でもさらに極端な下位分類であり、近日点距離が非常に遠い。これらの天体の軌道は、巨大惑星からの摂動でも、あるいは銀河潮汐力との作用でも説明できないことが分かっている。

## 物理的特徴

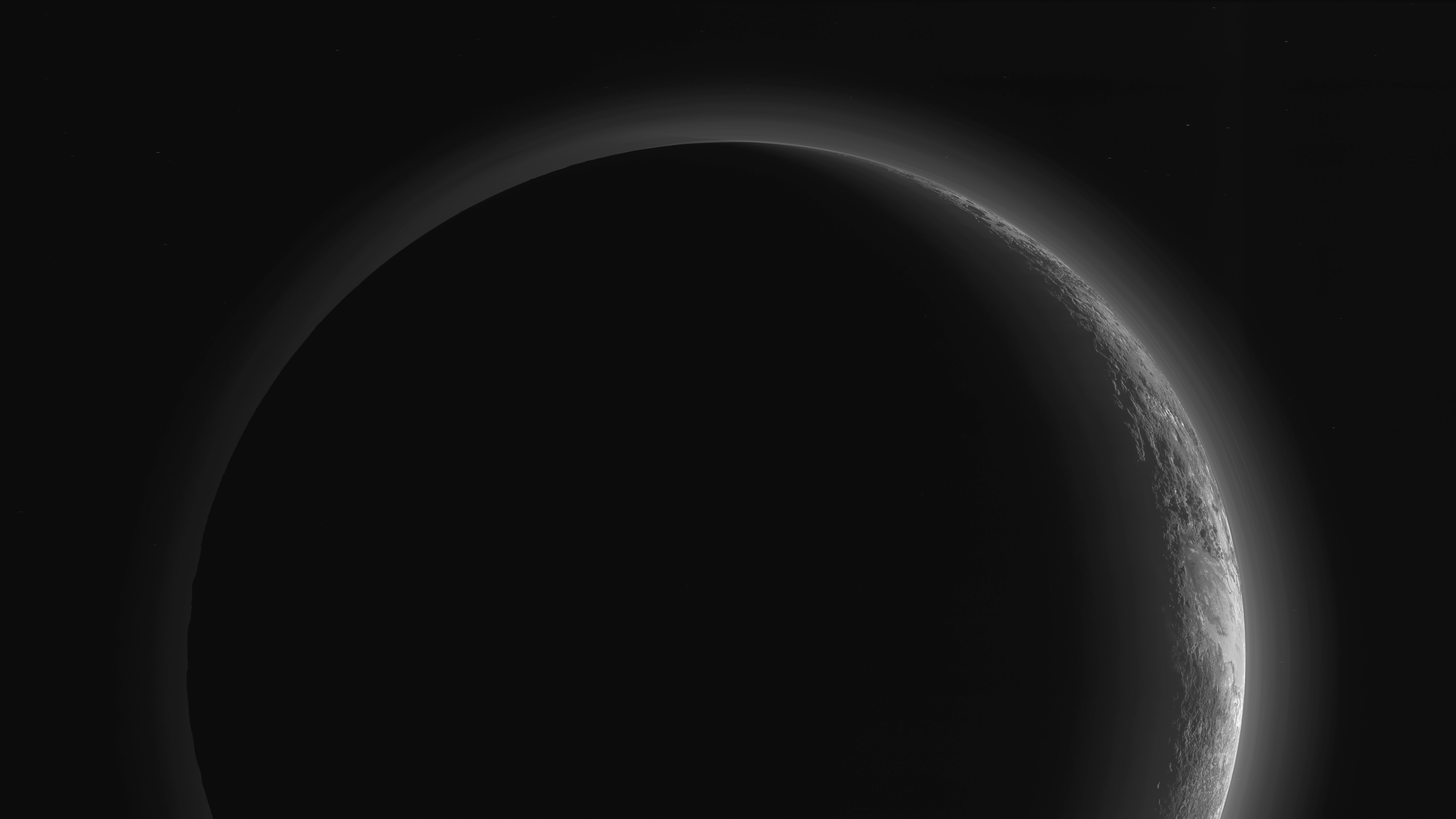
冥王星を振り返って撮影した画像。冥王星は探査機が訪れた外縁天体としては最大である。

太陽系外縁天体の等級は最大級の大きさのものを除くと20等級以上と暗いため、物理的な研究は以下のような内容に留まっている。
- 最大級の天体の熱放射
- 色指数、すなわち異なるフィルターを通した見かけの等級の比較
- 可視光線と赤外線でのスペクトルの分析

天体の色とスペクトルを調査することで、その天体の起源や他の天体の集団との関連の可能性について探ることができる。特にケンタウルス族の天体や、トリトンやフェーベなどのいくつかの巨大惑星の衛星は、カイパーベルトに起源を持つ可能性があるとされている。しかしスペクトルは複数の表面組成のモデルと適合する場合があり、また未知の粒子サイズに依存するため、観測結果の解釈は一般に曖昧なものになる。さらに重要なこととして、小天体の光学的な表面は強い放射や太陽風、微小な隕石による変性を受けやすい。その結果として、天体の表層はその下にあるレゴリスとは大きく異なり、その天体の全体の組成を反映しないものになる可能性がある。
小さい外縁天体は、岩石と氷にある程度の有機物の表面物質が混ざった低密度の混合物からなると考えられ、表面の物質はスペクトル中に検出されているようなソリンなどである。一方で、ハウメアは 2.6-3.3 g/cm3 と高密度であり、氷以外の物質を非常に多く含んでいることが示唆される (参考として、冥王星の密度は 1.86 g/cm3 である)。いくつかの小さい外縁天体の組成は彗星の組成に似ている可能性がある。実際、キロンやエルスト・ピサロ彗星などのいくつかのケンタウルス族の天体は太陽に接近する際に季節変化を起こし、揮発性物質が揮発するため天体の境界がぼやけているように観測される。しかし、ケンタウルス族と太陽系外縁天体の間の個体数の比較には依然として議論がある。

### 色指数

いくつかの大きな太陽系外縁天体の相対的な大きさ、アルベド、色の図示

色指数は、天体を青 (B)、可視光線 (V、緑から黄)、赤 (R) のフィルターを通して観測した際の見かけの等級の違いに基づくシンプルな測定基準である。右の図は、最大級の天体を除く全ての既知の外縁天体の色を図示したものである (色はやや誇張されている)。比較のために、トリトンとフェーベの2つの衛星と、ケンタウルス族のフォルス、惑星である火星も図示してある。力学的に異なる性質を持つ分類が異なる起源を持つという理論を確認するために、天体の色と軌道特性の間の相関についての研究が行われてきた。
- 古典的カイパーベルト天体 (キュビワノ族) は2つの異なる色の集団から構成されているように思われる。いわゆる「冷たい」集団 (軌道傾斜角が5度未満) は赤い色のみを示し、いわゆる「熱い」集団 (軌道傾斜角が大きいもの) は青から非常に赤い色までの広い範囲の色を示す[20][注 2]。Deep Ecliptic Survey によるデータに基づく解析では、軌道傾斜角が小さいグループ (「コア」と呼ばれる) と大きいグループ (「ハロー」と呼ばれる) の天体の間の色の違いが確認されている。コアに属する天体は赤い色をしており、これらの軌道は摂動を受けていない軌道にあることから、これらの天体がカイパーベルトに元々存在したグループの名残である可能性が示唆されている[22]。
- 散乱円盤天体は色が「熱い」古典的カイパーベルト天体に似ており、共通の起源を持つ可能性がある。

比較的暗い天体や集団の全体は赤みを帯びているが (V-I = 0.3-0.6)、大きい天体はしばしばより中間的な色を示す (V-I < 0.2)。この違いに基づき、最大級の天体は氷に覆われており、その下にあるより赤く暗い領域が隠されているという説が提唱されている。
| 色  | 冥王星族    | キュビワノ族 | ケンタウルス族 | 散乱円盤天体 | 彗星        | 木星のトロヤ群 |
| --- | ----------- | ------------ | -------------- | ------------ | ----------- | -------------- |
| B–V | 0.895±0.190 | 0.973±0.174  | 0.886±0.213    | 0.875±0.159  | 0.795±0.035 | 0.777±0.091    |
| V–R | 0.568±0.106 | 0.622±0.126  | 0.573±0.127    | 0.553±0.132  | 0.441±0.122 | 0.445±0.048    |
| V–I | 1.095±0.201 | 1.181±0.237  | 1.104±0.245    | 1.070±0.220  | 0.935±0.141 | 0.861±0.090    |
| R–I | 0.536±0.135 | 0.586±0.148  | 0.548±0.150    | 0.517±0.102  | 0.451±0.059 | 0.416±0.057    |

### スペクトル型
ケンタウルス族の天体と同様に、太陽系外縁天体は灰青色(中間的)から非常に赤い色まで広い範囲の色を示すが、2つのグループに明確に分類されるケンタウルス族とは異なり、外縁天体の色は一様に分布しているように見える。スペクトルの広い範囲は、可視光の赤色と近赤外線での反射率で異なる。中間的な色を示す天体は平坦なスペクトルを持ち、可視光のスペクトルと同程度の赤色の波長と赤外線を反射する。非常に赤い天体はスペクトルの傾斜がきつく、より多くの赤色の光と赤外線を反射している。近年のケンタウルス族と共通したスペクトル分類の試みでは、次の4つの分類が用いられている。BB は青っぽい天体で、平均の色指数が B−V=0.70、V−R=0.39 で、オルクスが一例である。RR は非常に赤く、B−V=1.08、V−R=0.71 で、セドナが一例である。また、その中間に BR と IR がある。BR と IR は主に赤外線の I、J、H バンドで違いがある。
代表的な表面モデルは、水氷、アモルファス炭素、ケイ酸塩、強い放射で形成されたソリンなどの有機物の高分子を含んでいる。4種類の主要なソリンが、赤化したスペクトルの傾きを説明するために使用されている。
- タイタンのソリン - 90% の窒素と 10% のメタンの混合物から成ると考えられている。
- トリトンのソリン - 上記と同じ組成だがメタンの比率が 0.1% と非常に低い。
- (エタンの) 氷のソリン I - 86% の水と 14% のエタンの混合物から成ると考えられている。
- (メタノールの) 氷のソリン II - 80% の水、16% のメタノールと 3% の二酸化炭素から成ると考えられている。

BB と RR の2つの極端な分類の例として、以下のような組成が示唆されている。
- セドナ (RR、非常に赤い) - トリトンのソリン 24%、炭素 7%、窒素 10%、メタノール 26%、メタン 33%
- オルクス (BB、灰青色) - アモルファス炭素 85%、タイタンのソリン 4%、水氷 11%

### サイズの決定と分布

月、海王星の衛星トリトン、冥王星、いくつかの大きな太陽系外縁天体、ケレスの大きさの比較。個々の天体の形状は反映されていない。

特徴として、大きな (明るい) 天体は典型的には傾いた軌道にある一方、不変面は主に小さく暗い天体を再分類する。
太陽系外縁天体の直径を推定するのは難しい。例えば冥王星のように、非常に大きく軌道要素も非常によく分かっている天体の場合は、天体が恒星を掩蔽する様子から直径を精密に測定することができる。その他の大きな外縁天体の場合、直径は熱放射の測定から推定できる。天体が照らされている光の強さは太陽からの距離を元に計算でき、また天体表面のほとんどは熱平衡状態にあると仮定する (大気のない天体に対しては一般に悪い仮定ではない)。アルベドが分かっている場合、表面温度と、それに対応する熱放射の強度を推定することが可能となる。さらに、天体の大きさが分かっている場合、地球に届く可視光と熱放射の量の両方を予測することが可能になる。太陽はエネルギーの大部分を可視光線とその周囲の波長で放射しているのに対し、低温である太陽系外縁天体では熱放射は遠赤外線と完全に異なる波長域で発生することも、推定を単純化している要因である。
したがってアルベドと大きさの2つが未知の量となり、これらは反射光の強度と赤外線での熱放射の強度という2つの独立した測定から決定することができる。残念なことに、太陽系外縁天体は太陽から非常に遠く極めて低温であるため、黒体放射のピークは波長にして 60 µm 周辺となる。この波長は地上からは観測できず、スピッツァー宇宙望遠鏡などを用いた宇宙空間からしか観測できない。地上観測では、遠赤外線の波長域にある黒体放射の裾野の部分が観測される。この遠赤外線放射は非常に暗いため、熱放射を用いたサイズ測定は最大級の外縁天体にしか用いることができない。大部分の小さい天体の場合、直径はアルベドの値を仮定することで推定されている。しかしアルベドの取りうる値は 0.50 から小さい場合は 0.05 程度と幅があるため、絶対等級 (H) が 1.0 の天体の場合、直径の取りうる範囲は 1200–3700 km となる。

## 冥王星型天体
2006年の国際天文学連合 (IAU) 総会に当初提出された「惑星の定義案」では、後の決議案より惑星の条件を広く取ると同時に、水星から海王星までの8個を「Classic Planet」、冥王星を含むそれ以外の惑星を「Dwarf Planet」とし、trans-Neptunian object の中で Dwarf Planet の条件を満たすものを「Plutons」とすることになっていた。しかし反対が多かったため惑星と dwarf planet を分ける形に修正され、最終的には惑星、dwarf planet、small solar system bodies 等の定義と共に、TNO の中に新たなサブグループを作り、冥王星をその代表例と位置付けることが決議された (国際天文学連合による惑星の定義)。決議案ではサブグループの名称を「plutonian objects」としていたが、こちらは否決された。
日本学術会議は2007年4月9日の対外報告（第一報告）において、dwarf planet、TNO、small solar system bodiesの日本語表記としてそれぞれ「準惑星」「太陽系外縁天体」「太陽系小天体」の使用を推奨すると同時に、冥王星をその基本型とする TNO 内の新しいサブグループを「冥王星型天体」（めいおうせいがたてんたい）と呼ぶことを推奨した。
ただし、日本学術会議は一定以上の直径を持つこと（例えば直径 1000 km とするなど）を「準惑星」の基準に加えることを検討するとしていたが、国際天文学連合が今後「準惑星」に分類される可能性があるとした「太陽系外縁天体」は直径が 1000 km に満たないと推測されているものが少なくない（準惑星候補の一覧も参照）。
2008年6月11日にノルウェーのオスロで開かれたIAU執行委員会において、冥王星型天体に相当するサブグループの名称を「plutoid」とすることが決定された。

## 主な太陽系外縁天体

### 冥王星型天体
- (134340) 冥王星 - 準惑星で、最初に発見された太陽系外縁天体。
- (136199) エリス - 散乱円盤天体であり準惑星。現在知られている最も重い外縁天体。
- (136472) マケマケ - キュビワノ族。2008年7月に準惑星と認められた。
- (136108) ハウメア - キュビワノ族。2008年9月に準惑星と認められた。

### 冥王星型天体の候補
- (20000) ヴァルナ - キュビワノ族
- (28978) イクシオン - 冥王星族
- (50000) クワオアー - キュビワノ族
- (55565) 2002 AW197 - キュビワノ族
- (55636) 2002 TX300 - キュビワノ族
- (55637) 2002 UX25 - キュビワノ族
- (84522) 2002 TC302 - 散乱円盤天体
- (90377) セドナ - 未分類。"extended scattered disc" (E-SDO)[27]、分離天体[28]、"distant detached objects" (DDO)[29]、"scattered-extended"[15]という新しい分類が提案されている。
- (90482) オルクス - 冥王星族

### その他の太陽系外縁天体
- (15760) アルビオン - 冥王星以外で最初に発見された外縁天体であり、キュビワノ族のプロトタイプとなった天体。
- (15874) 1996 TL66 - 散乱円盤天体に分類された初の天体。
- (19521) カオス - キュビワノ族
- (38083) ラダマントゥス - 冥王星族
- (38628) フヤ - 冥王星族
- (42355) テュフォン - 散乱円盤天体。大きな衛星を持つ。
- (47171) レンポ - 冥王星族。初めて確認された三重小惑星。
- (58534) ロゴス - キュビワノ族。大きな衛星を持つ。
- (65489) ケト - 散乱円盤天体。大きな衛星を持つ。
- (66652) ボラシシ - キュビワノ族。大きな衛星を持つ。
- (87269) 2000 OO67 - 海王星軌道より内側に入る極端な楕円軌道を持つ。
- (88611) テハロンヒアワコ - キュビワノ族。大きな衛星を持つ。
- (120347) サラキア - Scattered-extended もしくはキュビワノ族。
- (225088) 2007 OR10 - 2番目に大きい散乱円盤天体で、衛星を持つ。
- (385185) 1993 RO - 冥王星の次に発見された冥王星族の天体。
- (486958) アロコス - キュビワノ族。2019年にニュー・ホライズンズが接近して観測した。
- (528219) 2008 KV42（英語版） - 初めて発見された逆行軌道にある外縁天体。
- 1998 WW31 - キュビワノ族。冥王星に次いで2番目に連星であることが確認された。
- 2004 XR190 - 軌道傾斜角が大きいがほぼ円軌道で、散乱円盤天体もしくは分離天体。
- 2012 VP113 - セドノイドで、準惑星候補。
- 2018 VG18 - 100 au 以遠に発見された初めての外縁天体。発見当時は最遠の天体であり「ファーアウト」(farout) の愛称で呼ばれた。

## 探査

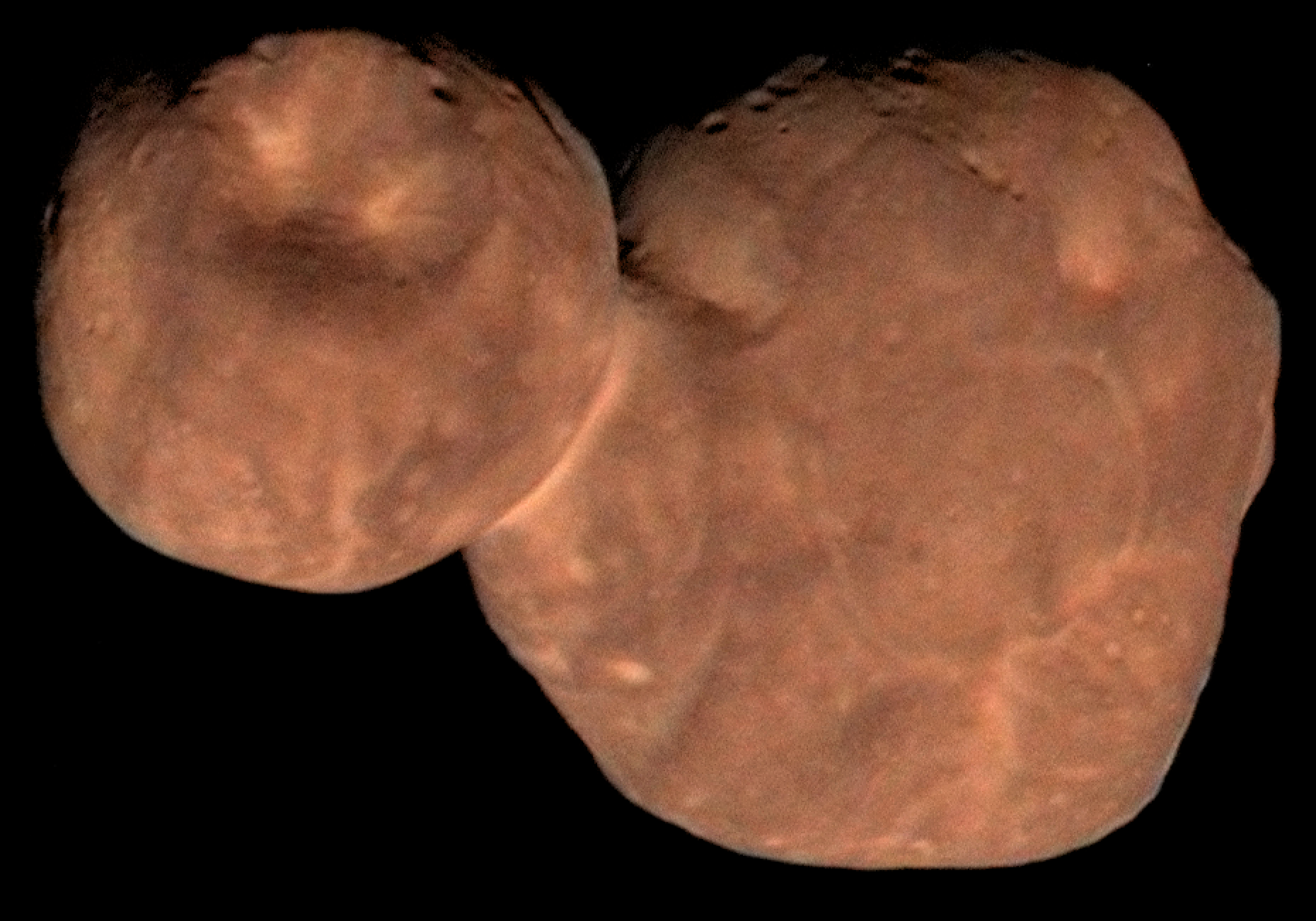
ニュー・ホライズンズが撮影したカイパーベルト天体アロコス

2020年の時点では、太陽系外縁天体を主要な対象とした探査ミッションは NASA のニュー・ホライズンズのみである。ニュー・ホライズンズは2006年1月に打ち上げられ、2015年7月に冥王星に接近して観測し、2019年1月にはアロコスに接近して観測した。
2011年には、クワオアー、セドナ、マケマケ、ハウメア、エリスを探査対象として想定した探査機の設計検討が行われた。また2019年には、軌道捕獲と複数の探査対象を含む太陽系外縁天体の探査シナリオが提案された。設計検討論文で検討された外縁天体は、(55637) 2002 UX25、1998 WW31、レンポである。
カイパーベルト天体やオールトの雲で観測された特徴、もしくは予測されているいくつかの特徴を説明するための様々な理論的な理由に基づき、地球質量未満から褐色矮星質量の範囲にわたる海王星以遠の天体の存在が予測されている。最近になって、探査機ニュー・ホライズンズによる測距データを用いて、そのような仮説上の天体の位置に制約を与えることが提案されている。
NASAは "Interstellar Precursor" として21世紀中の専用の星間探査に向けて取り組んでおり、ある構想では星間物質に到達するように意図的に設計し、その計画の一部としてセドナのような天体のフライバイを行うことも考慮されている。全体としてこれらのタイプの探査機の設計研究では2020年代の打ち上げが提案されており、現在の技術を用いてボイジャーよりもやや高速で飛行させることとしている。Interstellar Precursor に向けて2018年に行われた設計検討では、2030年代にクワオアーを経由する計画が含まれた。

## Extreme trans-Neptunian objects
軌道長半径が大きく非常に遠方を公転する天体は、extreme trans-Neptunian object (ETNO) と呼ばれる。これらのうち、セドノイドに分類される近日点距離が大きい3つの天体、セドナ、2012 VP113、(541132) 2015 TG387が発見されている。これらは近日点距離が 70 au より大きい、遠方の分離天体である。近日点距離が大きいため、海王星からの大きな重力的な摂動を回避するのに十分な距離を保ち続けている。セドナの近日点距離が大きいことの説明として、遠方の軌道にある未発見の惑星との近接遭遇や、太陽が誕生した星団内の別の恒星が太陽系付近を通過した際やその他の散在星の接近にともなう遠距離の遭遇で現在の軌道に移動したという説が提案されている。